# Lamborghini LM002
La Lamborghini LM002 est un modèle de véhicule tout-terrain de luxe du constructeur automobile italien Lamborghini. Il est aussi appelé « Rambo Lambo ».

## Historique
En 1977, l'armée américaine lance un appel d'offres auprès de constructeurs spécialisés pour la conception et la production d'un véhicule tout-terrain capable de transporter des hommes et du matériel sur toutes zones de guerre. Lamborghini présente son prototype Cheetah, renommé « LM001 » après transformations, mais c'est le Humvee d'AM General qui sera retenu.
Lamborghini décide de lancer la fabrication d'une version civile en 1986 sous le nom de « LM002 ». Ses dimensions sont impressionnantes puisqu'il mesure 4,90 mètres de long sur 2 m de large et 1,85 m de haut. Après des essais allant du V8 Chrysler à un V12 de 7,3 L en passant par un six-cylindres Diesel VM, le LM002 est finalement doté du moteur Lamborghini V12 L503 de la Lamborghini Countach LP 5000 de 5 167 cm3 de cylindrée développant 450 ch. Malgré une mauvaise aérodynamique et un poids de 2,7 tonnes à vide, il atteint la vitesse record de 210 km/h, parcourt le 1 000 m départ arrêté en 31 secondes, et passe de 0 à 100 km/h en 7,8 secondes.
Le système de freinage est composé de freins à disques ventilés à l'avant et de tambours à l'arrière.
La consommation est au minimum de 30 L/100 km mais peut dépasser les 50 L/100 km dans des conditions de fortes pentes en charge. L'autonomie est assurée par les deux réservoirs de carburant d'un total de 290 litres.
Le Lamborghini LM002 a été produit en 301 exemplaires entre 1986 et 1993. Son domaine de prédilection est naturellement le désert. Les princes du Moyen-Orient en ont acquis de très nombreux exemplaires. Il existe un exemplaire en version break construit pour le sultan de Brunei. Les 60 derniers exemplaires, appelés LM/American et présentés au Salon de Détroit en 1992, ont été destinés au marché américain ; ils disposent d'un intérieur plus luxueux, de pare-chocs chromés, de jantes OZ Racing, etc..

## LM002 appartenant à Oudaï Hussein
Oudaï Hussein, un des fils de Saddam Hussein, possédait un exemplaire de LM002 dans sa collection d'environ 1 200 véhicules. Lors de la Guerre d'Irak, en 2003, l'armée américaine se devait d'arrêter Oudaï, devenu l'« As de cœur » ; il sera abattu avec son frère Qoussaï dans une maison de Mossoul où il se cachait.
En 2004, pour tester la solidité de leurs murs d'enceinte, un groupe de GI's décide de reproduire l'explosion d'une voiture piégée. Pour ce faire ils construisent dans une carrière un mur d'enceinte identique à celui de leur base et, en guise de véhicule  kamikaze, prennent un vieux 4x4 saisi dans la villa d'Oudaï, bourrent les sièges d'explosifs, et le font sauter. Ce n'est qu'à leur retour aux États-Unis que les GI's apprendront qu'ils ont fait sauter une Lamborghini LM002.

## Galerie

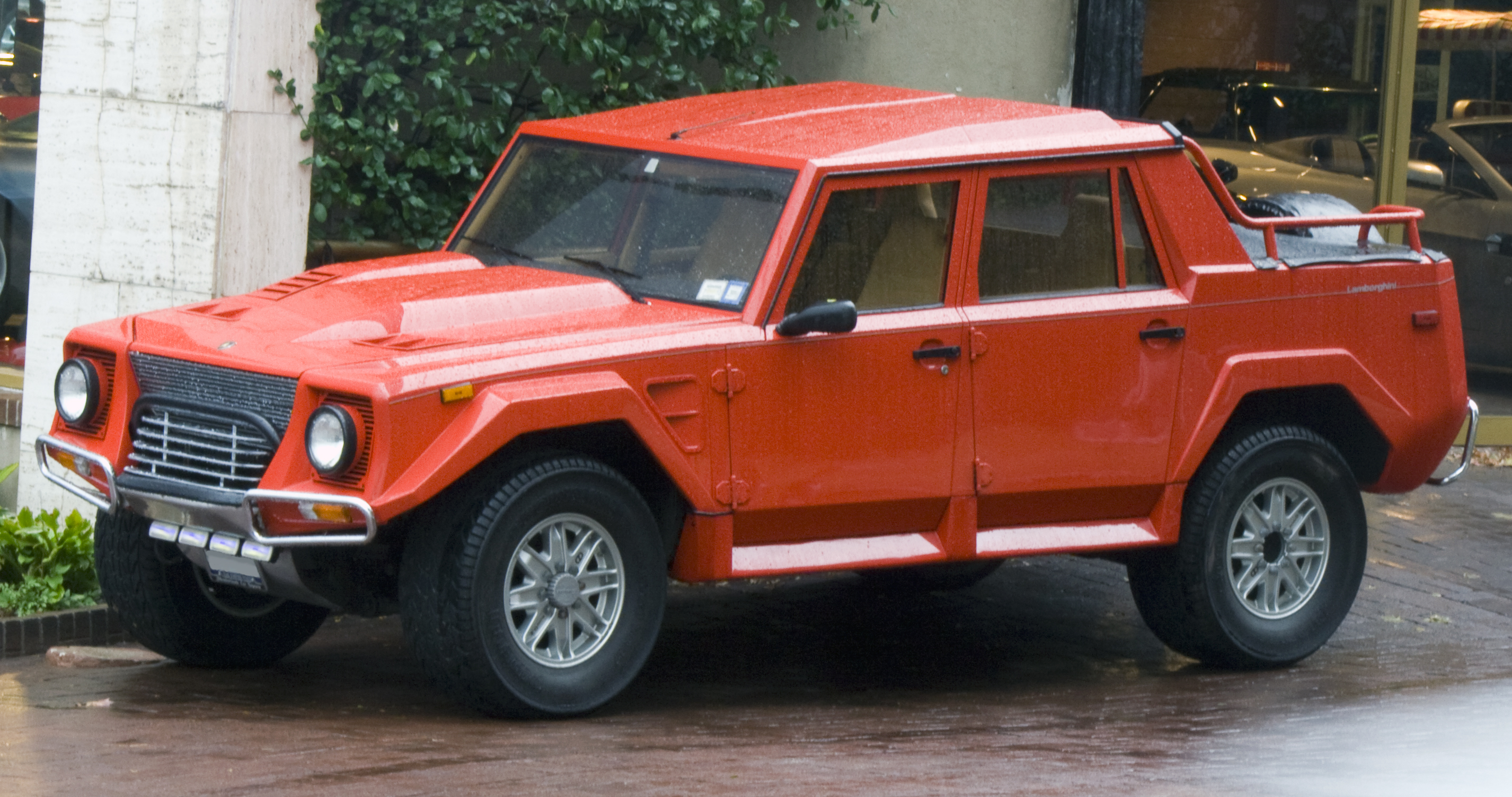
Vue avant gauche d'une LM002.
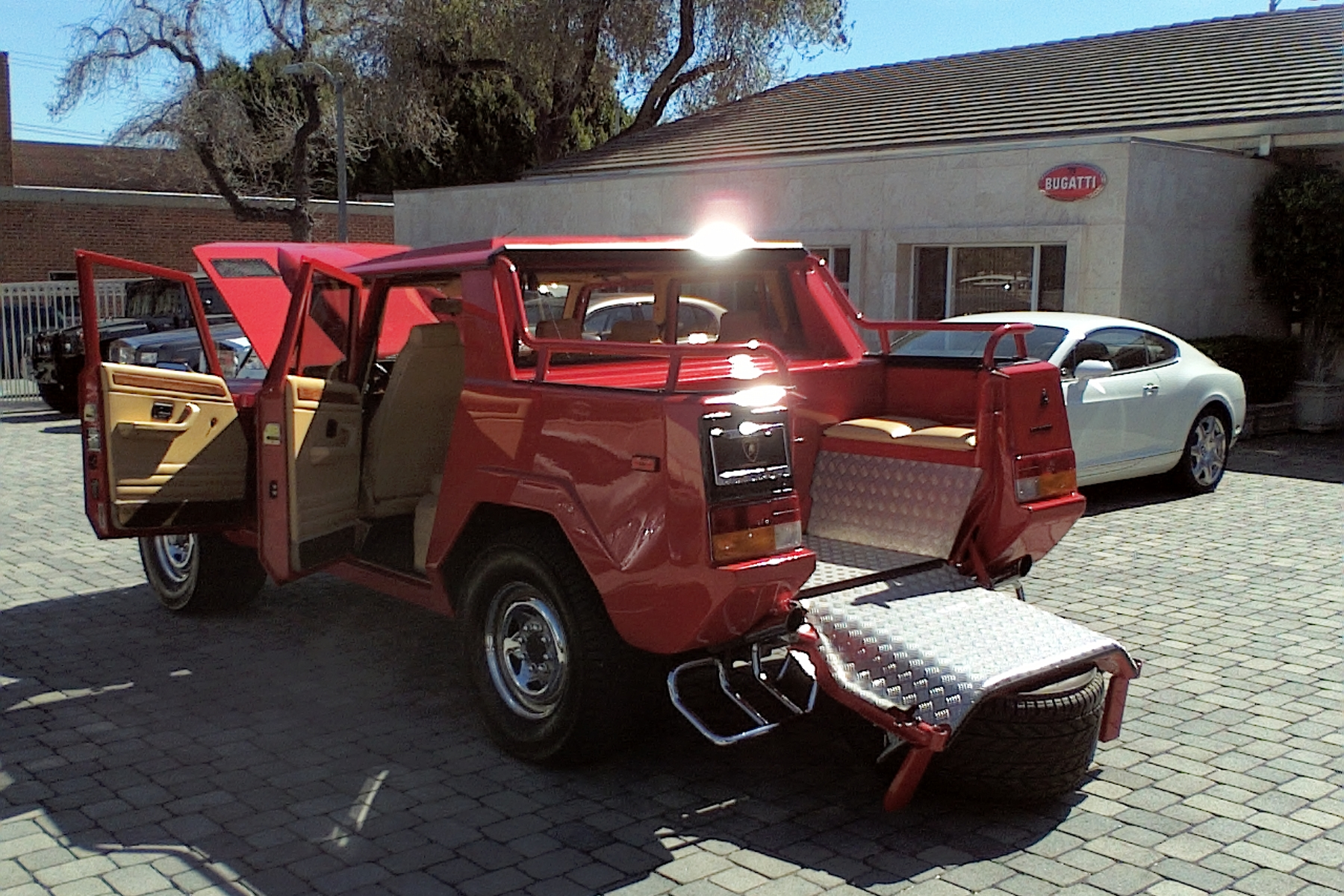
Vue arrière d'une LM002 avec toutes les portes ouvertes.
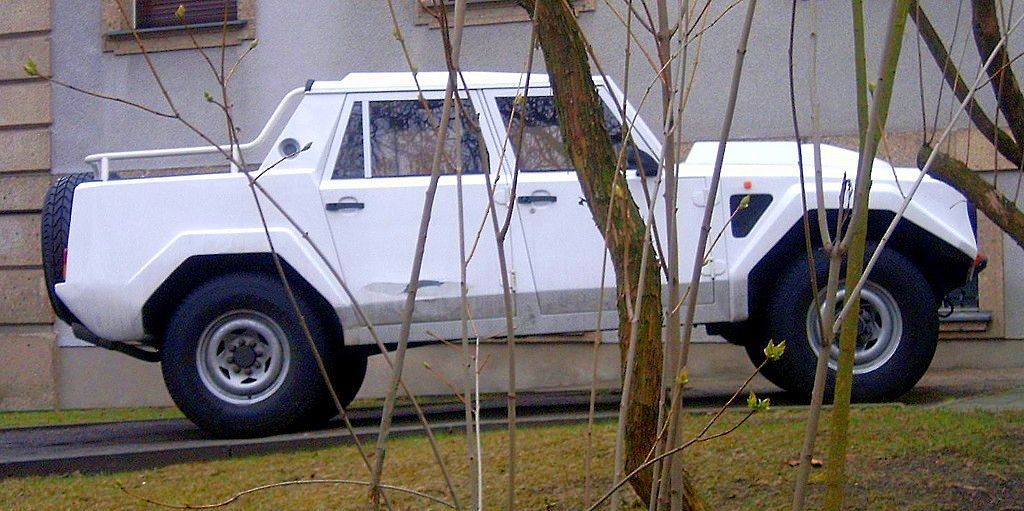
Une Lamborghini LM-002
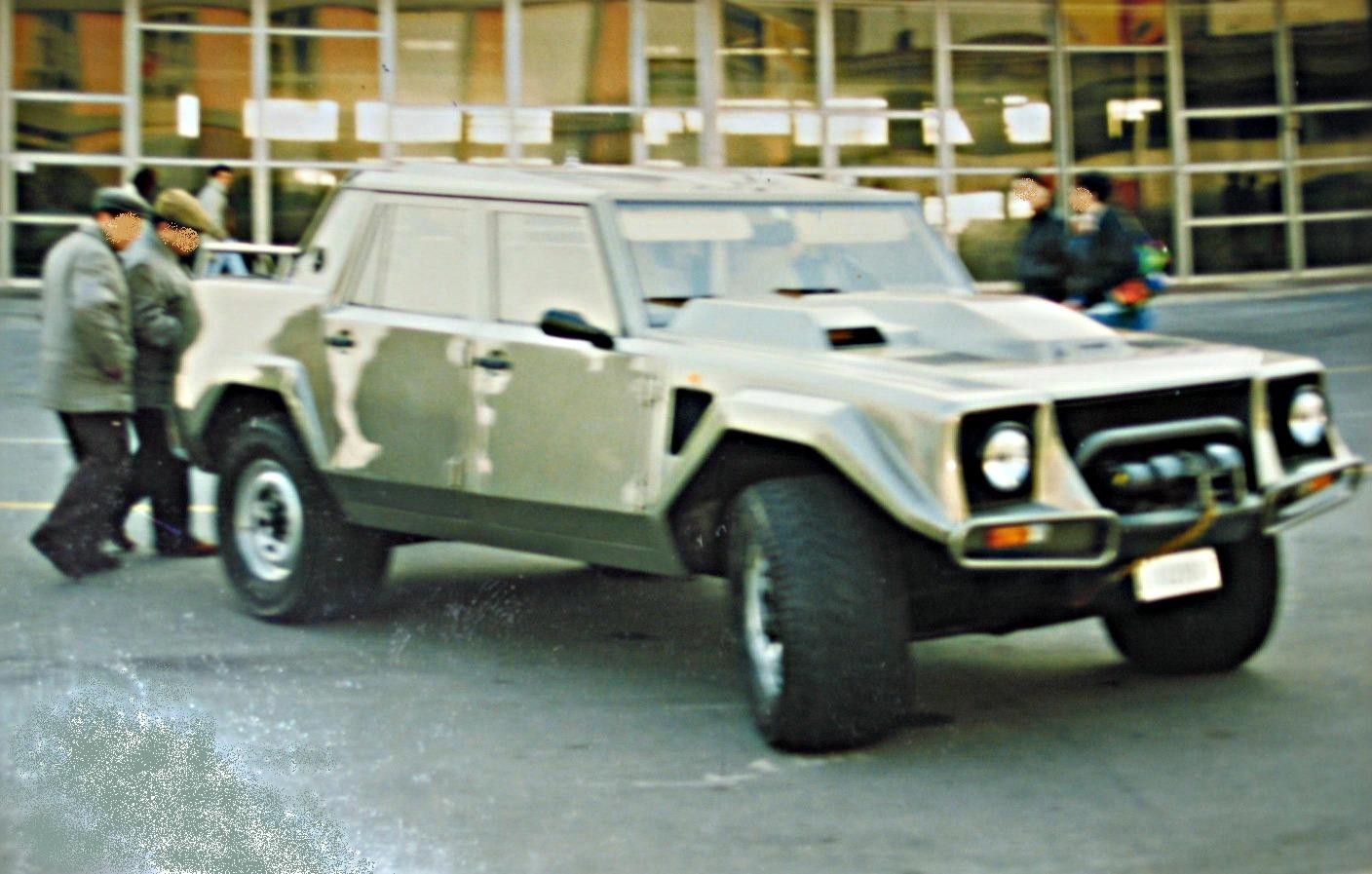
Modèle en peinture camouflage
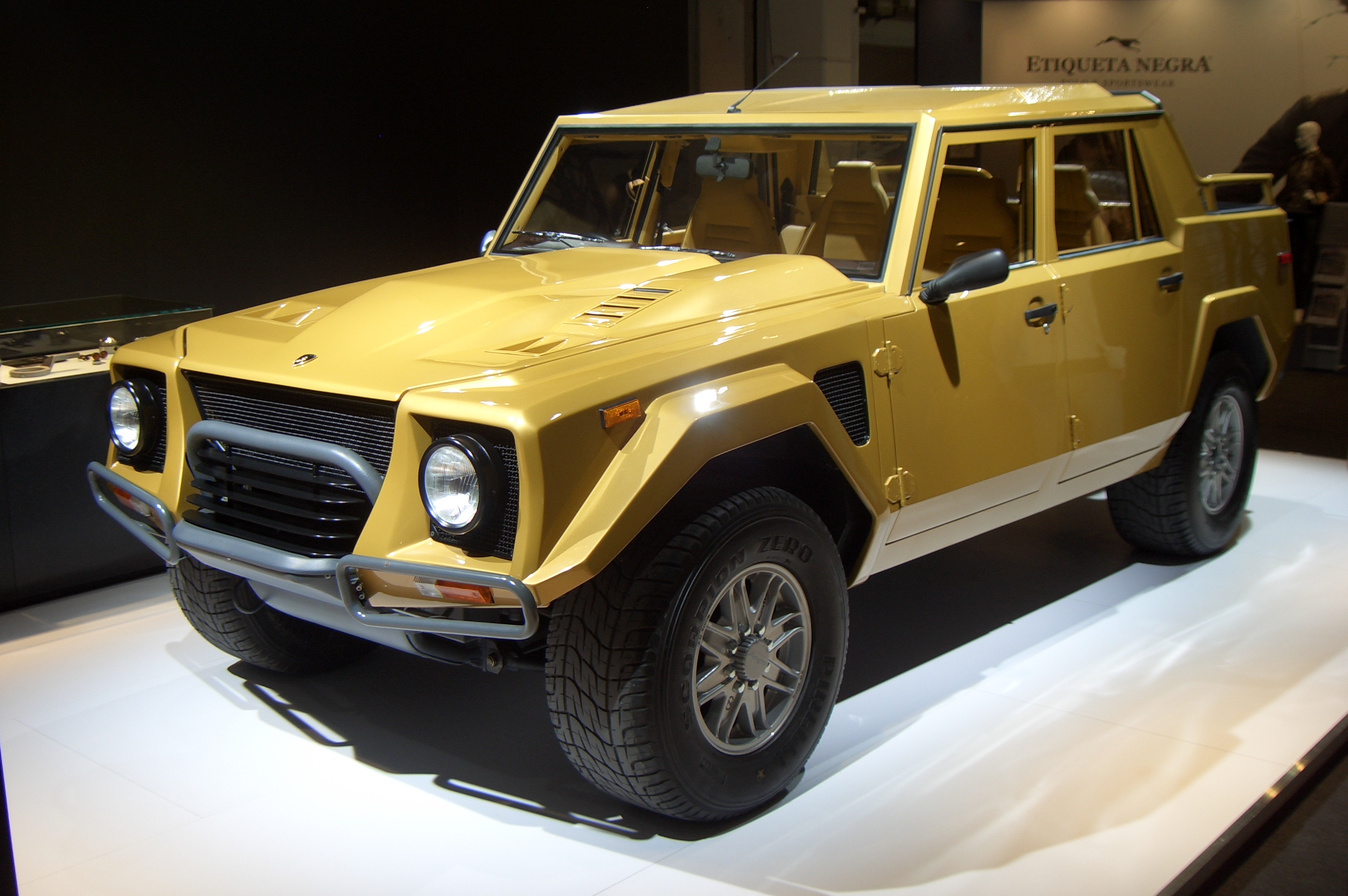
Un modèle rénové
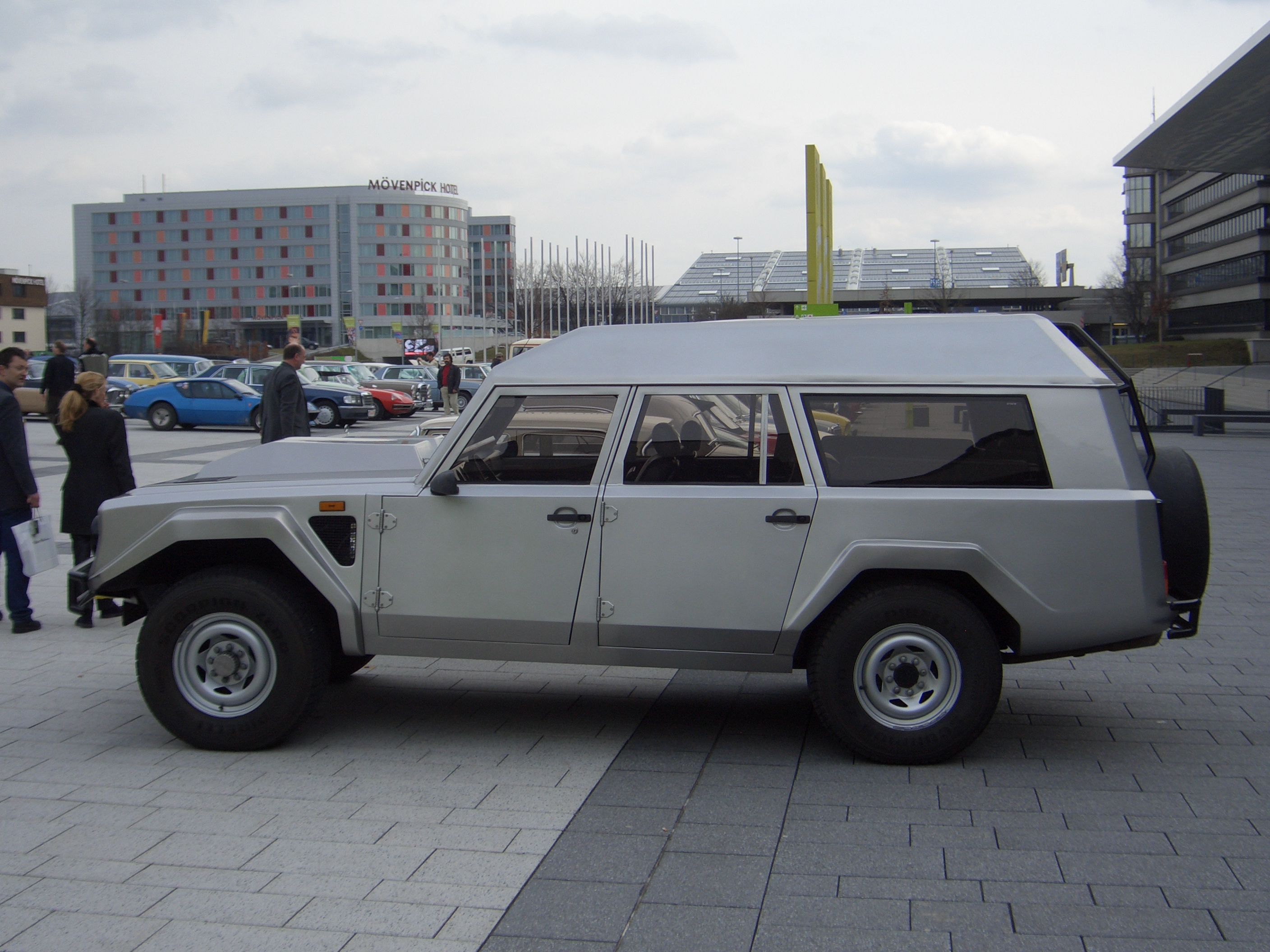
Exemplaire unique en version break ayant appartenu au sultan du Brunei